# Andreas Ortner
Andreas Ortner (* 3. Dezember 1975 in Bad Reichenhall) ist ein deutscher Radrennfahrer.
Andreas Ortner fuhr in der Eliteklasse von 2005 bis zum Ende der Saison 2007 bei österreichischen UCI Continental Teams. Auf der vierten Etappe der Österreich-Rundfahrt 2005, einem Bergzeitfahren zum Kitzbüheler Horn, wurde er Dritter. Bei der Deutschen Zeitfahrmeisterschaft 2006 wurde er Sechster. In der Saison 2007 wurde Ortner Dritter bei der Deutschen Bergmeisterschaft, Fünfter bei der Zeitfahrmeisterschaft, und er belegte den zehnten Rang im Gesamtklassement der Österreich-Rundfahrt.
Auch nach Abschluss seiner internationalen Karriere war Ortner als Eliteradsportler aktiv. So gewann er z. B. 2009 die bayerischen Meisterschaften im Einzelzeitfahren und am Berg und wurde Neunter der Deutschen Zeitfahrmeisterschaften. Den Erfolg bei den bayerischen Bergmeisterschaften wiederholte er 2014. Bei den deutschen Bergmeisterschaften 2014 gewann er die Silbermedaille.
Außerdem beteiligte sich Ortner erfolgreich an Wettbewerben der Altersklasse Masters und wurde u. a. Weltmeister im Straßenrennen der Masters 1, internationalen Radmarathons und gewann in den Jahren 2008 bis 2010, 2014 und 2015 das Großglockner-Bergzeitfahren.

## Teams
- 2005 Arbö Resch & Frisch Eybl
- 2006 RC Arbö Resch & Frisch Wels (bis 25. Juni)
- 2006 Swiag Teka (ab 26. Juni)
- 2007 RC Arbö Resch & Frisch Gourmetfein Wels